# Anna Höllerer

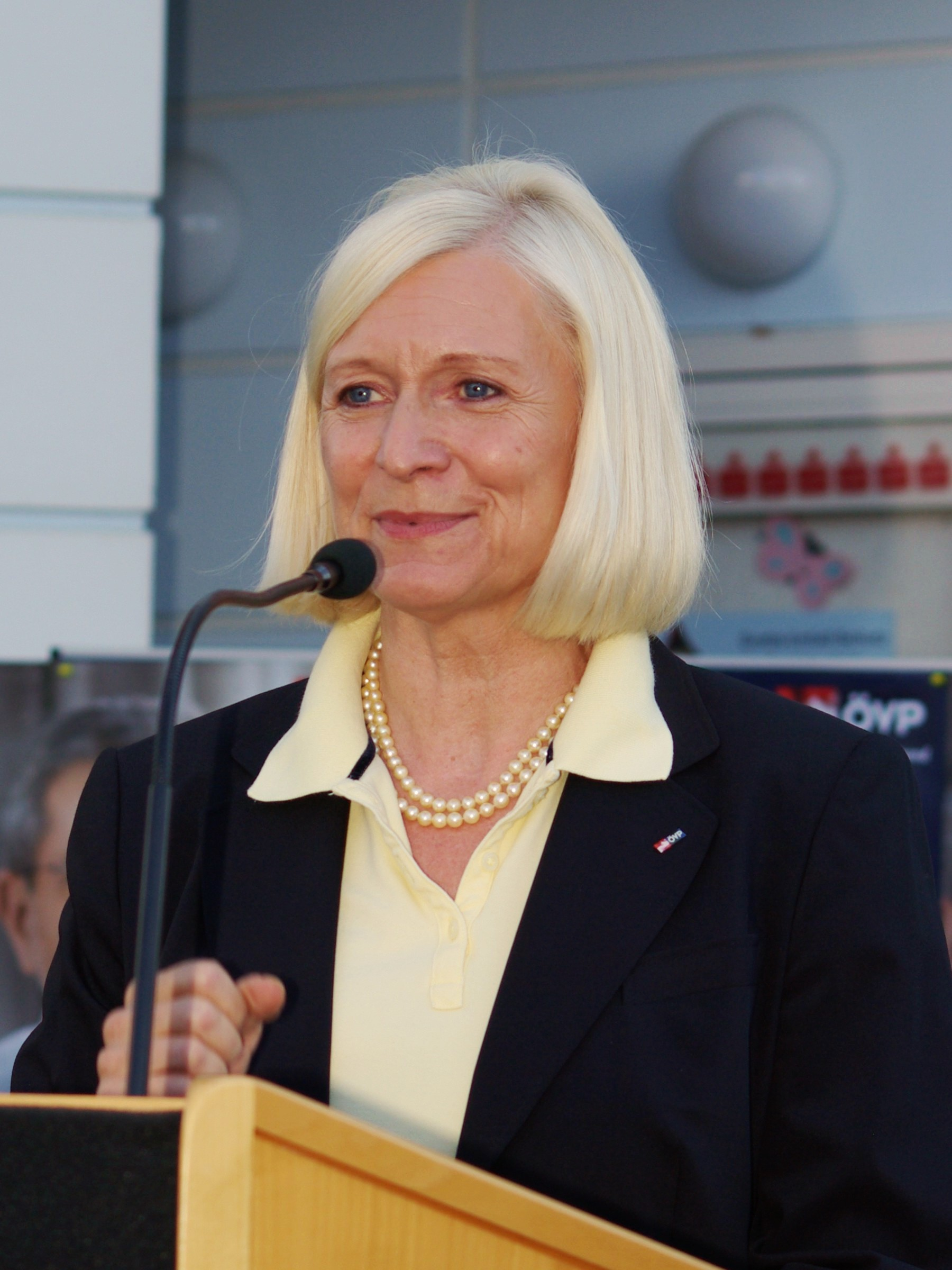
Anna Höllerer (2008)

Anna Höllerer (* 27. November 1953 in Gobelsburg) ist eine österreichische Bäuerin, Politikerin (ÖVP) und war von 2002 bis 2013 Abgeordnete zum Nationalrat.

## Ausbildung und Beruf
Anna Höllerer besuchte von 1959 bis 1963 die Volksschule in Gobelsburg und im Anschluss die Hauptschule Langenlois. 1967 wechselte sie an das Realgymnasium Institut der Englischen Fräulein in Krems an der Donau, das sie bis 1968 besuchte. Sie war danach zwischen 1969 und 1975 kaufmännische Angestellte und besuchte von 1971 bis 1972 die landwirtschaftliche Fachschule in Korneuburg. Höllerer ist seit 1972 Bäuerin und war zwischen 1979 und 2005 erneut als kaufmännische Angestellte tätig. Seit 1978 ist sie zudem Meisterin in der ländlichen Hauswirtschaft.

## Politik
Höllerer war zwischen 1989 und 2001 Bezirksbäuerin des Kammerbezirkes Langenlois und von 1995 bis 2000 Gebietsbäuerin für die Region Waldviertel. Seit dem Jahr 2000 ist sie Landesbäuerin von Niederösterreich. 2001 übernahm sie zudem den Vorsitz des Regionalbüros für Niederösterreich und Wien der Sozialversicherungsanstalt der Bauern. Höllerer war vom 24. Februar 2000 bis zum 11. Dezember 2002 Mitglied des österreichischen Bundesrats. Am 20. Dezember 2002 zog sie in den Nationalrat ein. Nach der Nationalratswahl 2006 hatte Höllerer kurze Zeit kein Mandat inne, rückte jedoch nach der Regierungsbildung als Nachfolgerin von Minister Josef Pröll wieder in den Nationalrat nach. Für die Nationalratswahl 2013 verzichtete Anna Höllerer auf eine Kandidatur.

## Privates
Anna Höllerer ist mit einem Weinbauern verheiratet und hat zwei Söhne. Sie wohnt in Engabrunn. 